# ستيفان يانكوفيتش
ستيفان يانكوفيتش (11 نوفمبر 1997 بليسكوفاتس في صربيا - ) هو لاعب كرة قدم صربي في مركز الوسط. شارك مع منتخب صربيا تحت 17 سنة لكرة القدم ومنتخب صربيا تحت 19 سنة لكرة القدم. أما مع النوادي، فقد لعب مع نادي أو إف كيه بيوغراد.

## وصلات خارجية
- ستيفان يانكوفيتش على موقع قاعدة بيانات كرة القدم.إي يو (الإنجليزية)
- ستيفان يانكوفيتش على موقع Soccerway.com (الإنجليزية)